# 오픈도어 (기업)
오픈도어(Opendoor) 또는 오픈도어 테크놀로지스(Opendoor Technologies Inc.)는 상주형 부동산을 매매하는 온라인 기업이다. 본사는 미국 샌프란시스코에 위치해 있다. 2021년 11월 기준으로 미국 내 44개 시장에서 운영되고 있다.
2014년 3월 키스 라보이스, 에릭 우, JD 로스에 의해 설립되었다. 2018년, 오픈도어는 소프트뱅크 비전 펀드로부터 400,000,000달러의 투자를 받았다.